# The Lumineers
The Lumineers es una banda estadounidense de folk alternativo formada en Denver, Colorado, en 2005. Sus integrantes fundadores son: Wesley Schultz (guitarra) y Jeremiah Fraites (batería). Su álbum debut homónimo fue lanzado en Dualtone Records el 3 de abril de 2012, y alcanzó el número 8 en el Billboard 200. En diciembre de 2012, su álbum de debut fue disco de oro en los Estados Unidos, Canadá e Irlanda.
El 5 de diciembre de 2012, The Lumineers fueron nominados a dos premios Grammy, a Mejor Artista Nuevo y Mejor Álbum Americana. "Ho Hey", uno de los éxitos del grupo, fue parte de la banda sonora de la película  El lado bueno de las cosas (Silver Linings Playbook), nominada a 8 premios Oscar (2013).
Su canción "Scotland" es el tema principal de la nueva serie de la CW Reign, además de que otras de sus canciones como "Flowers In Your Hair" y "Charlie Boy" han sido incluidos en diversos capítulos de esta misma serie. En 2013, su sencillo "Gale Song" musicalizó la secuencia de créditos de la segunda entrega de la saga cinematográfica Los Juegos del Hambre (The Hunger Games)

## Historia

### 2002-2009
Cuando Schultz y Fraites comenzaron a colaborar y componer juntos, cantando en los alrededores de Nueva York, utilizaron varios nombres artísticos como Free Beer, 6Cheek, y Wesley y Jeremiah. Fraites dijo

Cuando Wes y yo estábamos juntos, nuestro primer nombre de banda fue Free Beer. No lo tomamos en serio al principio. Éramos una banda asquerosa haciendo (horribles) versiones. Pero lentamente dejamos de hacer versiones para componer nuestras propias canciones. Hacíamos de todo:  cosas comunes de cantante y compositor, hard rock, música electrónica. No estábamos enfocados; era un absurdo, casual desastre.

Según Schultz, la banda se llamó "The Lumineers" debido a que, una banda llamada "Lumineers" (palabra inventada) supuestamente iba a tocar en un club en la ciudad de Jersey una semana después de que Schultz y Fraites tocaran ahí. El maestro de ceremonias por error presentó a Schultz y Fraites como The Lumineers, y el nombre quedó.
The Lumineers luchó para alcanzar éxito en Nueva York según Schultz que dijo: "Vivía en Brooklyn y necesitaba tres trabajos solo para pagar la renta", añadió "era muy exasperante mudarse a una ciudad que nos ayudaría a crecer musicalmente, pero nunca teníamos tiempo para trabajar en la música. Así que decidí hacer algo al respecto". En 2009, después de considerar Londres, Filadelfia y Boston como posibles destinos, Fraites y Schultz se mudaron a Denver y se unieron a la escena del micrófono abierto. Durante ese tiempo tuvieron a Jason "Jay" Van Dyke como miembro de la agrupación, que tocaba con ellos esporádicamente. En 2008, Van Dyke demandó a The Lumineers, reclamando que Schultz y Fraites no le dieron el crédito que merecía. Más tarde, Schultz y Fraites reconocieron a Van Dyke, y admitieron que tocaron juntos por un corto período. Además, Van Dyke reclamó que el compuso nueve canciones con los otros dos miembros.

### 2011-12: álbum debut
En diciembre de 2011, lo que iba a ser el primer sencillo de la banda, "Ho Hey", se usó en el final de temporada de Hart of Dixie, por lo que se empezó a hablar de la canción en los medios nacionales. En enero de 2012, John Richards, el DJ del programa matutino de KEXP-FM en Seattle, descubrió "Ho Hey" en un montón de nuevos CD que había recibido, reprodujo dos veces seguidas al día durante una semana, y lo calificó como la mejor canción de 2012.  WXPN Philadelphia/ NPR luego hizo un reportaje sobre la banda en su "World Cafe: Next" del programa. La banda pasó por las grandes discográficas se ofrece a firmar un acuerdo con el sello independiente Dualtone Records ese mismo mes. El álbum fue licenciado a continuación, en términos similares a Dine Alone Records en Canadá, la inercia en Australia, y Decca Records para el resto del mundo.

### 2015 - 2018: salida de miembros
A mediados de 2015, Ben Wahamaki se alejaba de la banda.
Poco después, ya comenzado 2016, se alejaba Stelth Ulvang, para seguir su carrera en solitario, aunque aparecería como invitado en trabajos luego.
El 18 de octubre de 2018, mediante las redes sociales oficiales se anuncia la salida de Neyla Pekarek, para perseguir su carrera en solitario.
En este período, con la continua partida de integrantes, se invitaría a diferentes músicos para los tours y presentaciones.

### 2019-2021:III
El 1 de abril de 2019, publicaron varias fotografías incluida una con el hashtag #whoarethesparks. El 2 de abril, indicaron el título de su tercer álbum, titulado III, y anunciaron que un nuevo sencillo "Gloria" sería lanzado el 5 de abril. El álbum fue publicado el 13 de septiembre. La agrupación participó en la banda sonora de la serie Game of Thrones con el sencillo promocional "Nightshade" lanzado el 26 de abril y presentado en el álbum For the Throne.
El 15 de junio, interpretaron "Leader of the Landslide" en Piqniq, espacio de la estación radial WKQX, mencionando que era una de las pistas de su álbum aún no publicado.
El 28 de junio, se presentaron en el Festival de Glastonbury, presentando canciones nuevas junto con las de sus dos álbumes previos.
El 19 de julio, lanzaron el segundo sencillo "It Wasn't Easy to Be Happy for You" del álbum nuevo, perteneciente al Capítulo II: Junior Sparks.
El 13 de septiembre, sale a la luz el álbum, cuyo título hace referencia a  tres capítulos, cada uno centrado en un personaje diferente de una familia ficticia, los Sparks. Los miembros fundadores de la banda, Wesley Schultz y Jeremiah Fraites, explicaron cómo sus vidas han sido afectadas por la adicción, y que este álbum tenía la intención de narrar los efectos de la adicción en los miembros de la familia.
El 12 de diciembre, tocaron con The Arkells en el espectáculo de medio tiempo del Canadian Football League Grey Cup 2021 en Hamilton, Ontario.

### 2021-presente: Brightside, Automatic
El 20 de septiembre de 2021, anunciaron el lanzamiento de su cuarto álbum de estudio Brightside y su canción homónima, siendo esta la principal, cuyo video musical fue publicado el mismo día. El 13 de octubre de 2021, fue lanzado su segundo sencillo Big Shot junto con su respectivo video. El 17 de noviembre de 2021, se publicó la tercera canción A.M. Radio. El 14 de enero de 2022, se lanzó oficialmente el álbum.
En enero de 2025 anunciaron el lanzamiento de su quinto álbum, Automatic, que se publicó el 14 de febrero.

## Discografía

### Álbumes de estudio
- The Lumineers (2012)
- Cleopatra (2016)
- C-Sides (álbum) (2018)
- III (2019)
- Brightside (2022)
- Automatic (2025)

## Miembros
- Wesley Keith Schultz - voz, guitarra (2005-presente)
- Jeremiah Caleb Fraites - batería, percusión, coros, mandolina (2005-presente)

### Antiguos miembros
- Jay van Dyke - batería, coros (2008-2009)
- Maxwell Hughes - guitarra (2010-2011)
- Ben Wahamaki - bajo (2013-2015)
- Neyla Pekarek - violonchelo, coros, mandolina, piano (2011-2018)

### Colaboradores ocasionales
- Stelth Ulvang - piano, teclado, acordeón, mandolina, guitarra, batería, coros (2011-presente)
- Byron Isaacs - bajo, guitarra, coros (2016-presente)
- Brandon Miller - guitarra, mandolina, batería (2016-presente)
- Lauren Jacobson - violín, piano, coros (2018-presente)